# Rubus arrheniformis
Rubus arrheniformis är en rosväxtart som beskrevs av William Charles Richard Watson. Rubus arrheniformis ingår i släktet rubusar, och familjen rosväxter. Inga underarter finns listade i Catalogue of Life.